# Aphthona mohri
Aphthona mohri es un coleóptero de la familia Chrysomelidae. Fue descrita científicamente por primera vez en 1973 por Warchalowski.